# Lista gier wydanych na konsolę Virtual Boy
Zasugerowano, aby zintegrować ten artykuł z artykułem Virtual Boy (dyskusja). Nie opisano powodu propozycji integracji.

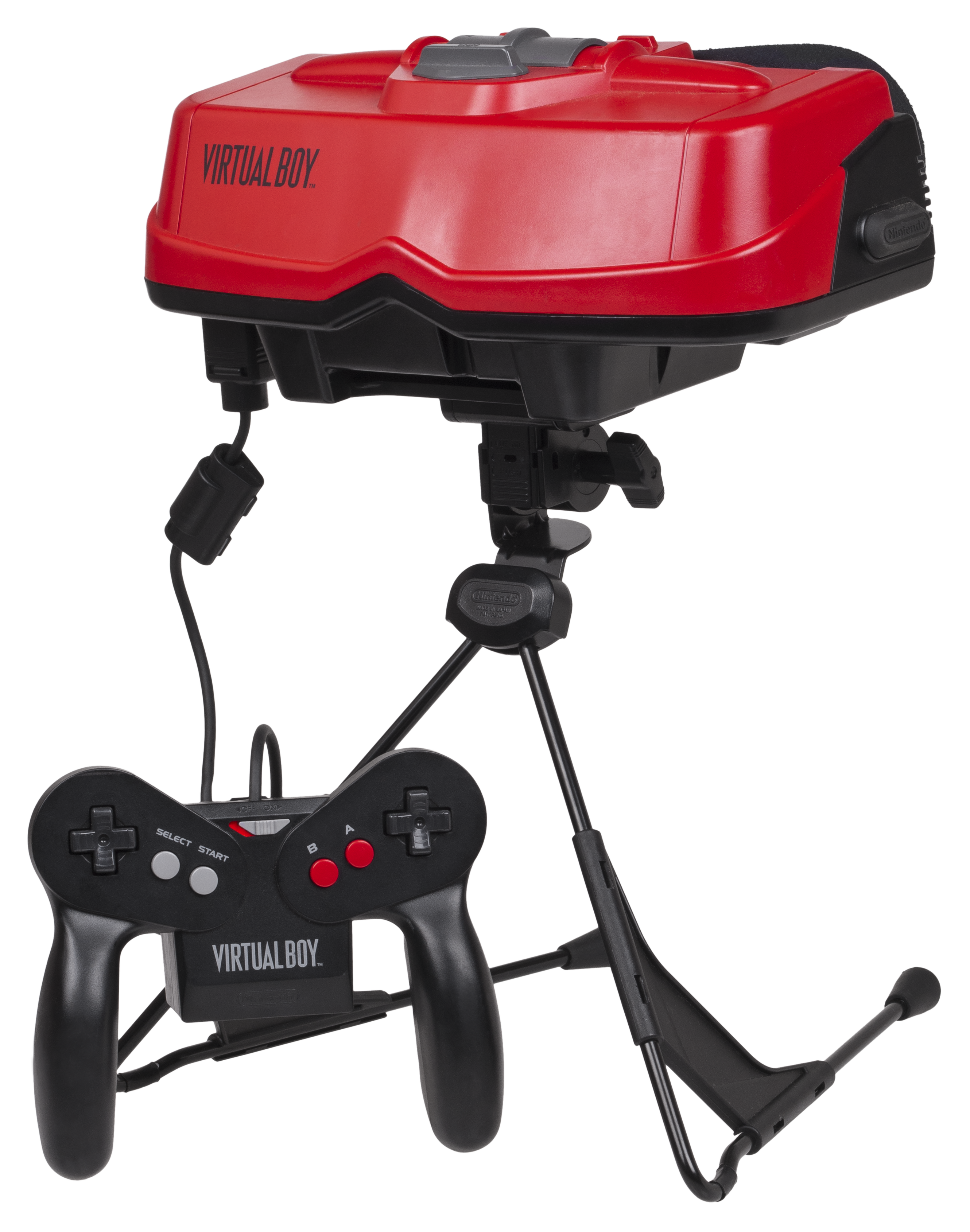
Virtual Boy

Lista gier wydanych na konsolę Virtual Boy – zawiera wszystkie gry wydane na tę konsolę. Lista zawiera łącznie 22 tytuły.

## Lista gier
| Tytuł angielski         | Tytuł japoński                         | Data wydania         | Data wydania        | Wydawca                                           |
| Tytuł angielski         | Tytuł japoński                         | Japonia              | Ameryka Północna    | Wydawca                                           |
| ----------------------- | -------------------------------------- | -------------------- | ------------------- | ------------------------------------------------- |
| 3D Tetris               | —                                      | Nie wydano           | 22 marca 1996       | Nintendo                                          |
| Galactic Pinball        | Galactic Pinball                       | 21 lipca 1995        | 14 sierpnia 1995    | Nintendo                                          |
| Golf                    | Golf                                   | 8 listopada 1995     | 1 listopada 1995    | Nintendo (Ameryka Północna) T&E Soft (Japonia)    |
| —                       | Innsmouth no Yakata                    | 13 października 1995 | Nie wydano          | I'Max                                             |
| Jack Bros.              | Jack Bros. no Meirô de Hiihoo!         | 29 września 1995     | 1 października 1995 | Atlus                                             |
| Mario Clash             | Mario Clash                            | 1 sierpnia 1995      | 1 października 1995 | Nintendo                                          |
| Mario's Tennis          | Mario's Tennis                         | 21 lipca 1995        | 14 sierpnia 1995    | Nintendo                                          |
| Nester's Funky Bowling  | —                                      | Nie wydano           | 26 lutego 1996      | Nintendo                                          |
| Panic Bomber            | Tobidase! PaniBon                      | 21 lipca 1995        | 1 grudnia 1995      | Nintendo (Ameryka Północna) Hudson Soft (Japonia) |
| Red Alarm               | Red Alarm                              | 21 lipca 1995        | 14 sierpnia 1995    | Nintendo (Ameryka Północna) T&E Soft (Japonia)    |
| —                       | SD Gundam Dimension War                | 22 grudnia 1995      | Nie wydano          | Bandai                                            |
| —                       | Space Invaders Virtual Collection      | 1 grudnia 1995       | Nie wydano          | Taito                                             |
| —                       | Space Squash                           | 9 września 1995      | Nie wydano          | Coconuts Japan Entertainment                      |
| Teleroboxer             | Teleroboxer                            | 21 lipca 1995        | 14 sierpnia 1995    | Nintendo                                          |
| —                       | V-Tetris                               | 25 sierpnia 1995     | Nie wydano          | Bullet-Proof Software                             |
| Vertical Force          | Vertical Force                         | 12 sierpnia 1995     | 1 grudnia 1995      | Nintendo (Ameryka Północna) Hudson Soft (Japonia) |
| —                       | Virtual Bowling                        | 22 grudnia 1995      | Nie wydano          | Athena                                            |
| Virtual Boy Wario Land  | Virtual Boy Wario Land Awazon No Hihou | 1 grudnia 1995       | 1 listopada 1995    | Nintendo                                          |
| —                       | Virtual Fishing                        | 6 października 1995  | Nie wydano          | Pack-In Video                                     |
| —                       | Virtual Lab                            | 8 grudnia 1995       | Nie wydano          | J-Wing                                            |
| Virtual League Baseball | Virtual Pro Yakyuu '95                 | 11 sierpnia 1995     | 11 września 1995    | Kemco                                             |
| Waterworld              | —                                      | Nie wydano           | 21 grudnia 1995     | Ocean of America                                  |